# Quận Mackinac, Michigan
Quận Mackinac một quận nằm trong thượng bán đảo thuộc tiểu bang Michigan, Hoa Kỳ. Quận lỵ đóng ở phía tây Hồ Huron. Còn được biết đến với tên gọi quận Michilimackinac, đây là một trong những quận đầu tiên của vùng đất Michigan vào năm 1818. Nơi này từ lâu đã từng là trung tâm giao thương lông thú của thực dân Anh và Pháp. Theo điều tra dân số năm 2018 của Cục điều tra dân số Hoa Kỳ năm 2018, quận có dân số 10,787 người.

## Địa lý
Theo Cục điều tra dân số Hoa Kỳ, quận có diện tích 5,442 km², trong đó có 2,795 km² là diện tích mặt nước (51%)
St. Ignace là thành phố nằm ở đầu bắc của cây cầu Mackinac, đảo Mackinac nằm ở bên trong quận này.

### Quận giáp ranh
- Chippewa (Đông bắc)
- Quận Presque Isle (Đông nam)
- Quận Cheboygan (Nam)
- Quận Emmet (Nam)
- Quận Charlevoix (Tây nam)
- Quận Schoolcraft (Tây)
- Quận Luce (Tây bắc)